# Мокрино
Мокрино (мкд. Мокрино) је насеље у Северној Македонији, у крајње југоисточном делу државе. Мокрино је у саставу општине Ново Село.

## Географија
Мокрино је смештено у крајње југоисточном делу Северне Македоније, близу државне тромеђе са Грчком и Бугарском (10 km југоисточно од села). Од најближег града, Струмице, насеље је удаљено 21 километар источно.
Насеље Мокрино се налази у историјској области Струмица. Насеље је положено на југоисточном ободу Струмичког поља, на месту где се оно издиже у прва брда, која ка југу прелазе у планину Беласицу. Надморска висина насеља је приближно 350 метара. 
Месна клима је блажи облик континенталне због близине Егејског мора (жарка лета).

## Становништво
Мокрино је према последњем попису из 2002. године имало 748 становника.
Већинско становништво у насељу су етнички Македонци (99%).
Већинска вероисповест месног становништва је православље.